# 長崎大学教育学部附属小学校
長崎大学教育学部附属小学校（ながさきだいがくきょういくがくぶふぞくしょうがっこう, 英語訳:Faculty of Education, Nagasaki University）は、長崎県長崎市文教町にある国立小学校。
長崎大学教育学部の附属校であり、長崎大学教育学部附属中学校が併設されている。

## 概要
校章
北斗星（☆五光星）をモチーフに、中央に「附」の文字を置く。星の5つの先端はそれぞれペン先になっており、学問を表している。またこの校章にちなみ、児童を「北斗の子」と呼んでいる。
教育目標
スマイル付属

## 沿革
官立（国立） 師範学校附属小学校
- 1874年（明治7年）2月19日 - 立山に官立（国立）の「長崎師範学校」が開校。
- 1875年（明治8年）
  - 9月14日 - 附属小学校の生徒を募集。
  - 11月 - 「官立長崎師範学校附属小学校」が開校し、50名の入学が許可される。
- 1878年（明治11年）2月 - 国の財政悪化により、官立長崎師範学校が廃止される。建物・備品は長崎県に移管され、附属小学校は「崎陽師範学校第二附属小学校」となる。

県立 師範学校附属小学校
長崎大学教育学部附属小学校の前身とされている。
- 1874年（明治7年）2月15日 - 勝山小学校（現長崎市立桜町小学校）内に「小学教則講習所」が開校。
- 1875年（明治8年）2月26日 - 「小学教則養成所」と改称し、興善小学校[1]（後の長崎市立新興善小学校）内に移転。
- 1876年（明治9年）
  - 1月26日 - 「小学教師養成所」に改称。
  - 5月31日 - 「長崎公立師範学校」と改称。
- 1877年（明治10年）
  - 2月 - 勝山小学校内に再び移転。
  - 4月12日 - 「崎陽師範学校」と改称（「崎陽」は「長崎」を中国語風に呼んだ名称）。
  - 11月11日 - 新町（現 興善町）の小倉藩邸跡に校舎を新築し、移転。
  - 12月 -「崎陽師範学校附属小学校」が開校。
- 1878年（明治11年）
  - 1月 - 崎陽師範学校附属小学校開校式を挙行。
  - 3月 - 官立師範学校廃止に伴い、官立長崎師範学校附属小学校が移管され、「崎陽師範学校第二附属小学校」となる。
  - 6月16日 - 崎陽師範学校を「長崎県師範学校」と改称（「長崎県師範学校附属小学校」・「長崎県師範学校第二附属小学校」）。
- 1884年（明治17年）6月 - 長崎市西浜町（現 浜町・銅座町）75番地の附属小学校敷地内に「長崎県女子師範学校」を設立。

（「長崎県師範学校附属小学校」・「長崎県女子師範学校附属小学校」）。
- 1886年（明治19年）
  - 4月 - 長崎県女子師範学校が長崎県師範学校（男子校）への統合により「長崎師範学校女子部」となる。

（「長崎師範学校附属小学校」・「長崎師範学校女子部附属小学校」）。
  - 6月29日 - 師範学校令の施行により「長崎県尋常師範学校」と改称

（「長崎県尋常師範学校附属小学校」・「長崎県尋常師範学校女子部附属小学校」）。
- 1889年（明治22年）5月 - 西彼杵郡長崎村馬場郷（現・長崎市桜馬場2丁目、長崎市立桜馬場中学校校地）に校舎を新築し、移転。
- 1898年（明治31年）4月 - 師範教育令により「長崎県師範学校」と改称。

（「長崎県師範学校附属小学校」・「長崎県師範学校女子部附属小学校」）。
- 1908年（明治41年）4月 - 長崎県師範学校が「長崎県師範学校」（以下、男子師範）と「長崎県女子師範学校」（以下、女子師範）の2校に分離[2]。
  - 長崎県女子師範学校は岩原郷立山（現・長崎市立山）の旧制県立長崎中学校跡（現・長崎歴史文化博物館）に設置。4月15日に附属小学校、幼稚園の授業を開始。

（「長崎県師範学校附属小学校」・「長崎県女子師範学校附属小学校」）
- 1918年（大正7年）4月 - 「上長崎尋常高等小学校」を男子師範の代用附属小学校とする。（5年間）
- 1923年（大正12年）4月
  - 男子師範が長崎市桜馬場から東彼杵郡大村町下久原（現・大村市久原一丁目、長崎県立大村城南高等学校[3]）の新校舎に移転。
    - 「大村町尋常高等小学校」[4]を男子師範の附属小学校として統合。

  - 女子師範が長崎市立山から長崎市桜馬場の旧・男子師範校舎跡地（現・長崎市立桜馬場中学校の校地）に移転。
- 1925年（大正14年）12月 - 男子師範が「大村尋常高等小学校」を代用附属小学校とする。
- 1934年（昭和9年）4月 - 男子師範と女子師範の校地が交換される。
  - 男子師範は長崎市桜馬場（現・長崎市立桜馬場中学校）に戻る。
  - 女子師範は大村下久原校地に移転[5][6]。これに伴い、大村尋常高等小学校が女子師範の代用附属校となる。
- 1936年（昭和11年）4月 - 男子師範が「西浦上尋常高等小学校」を代用附属小学校とする。
- 1937年（昭和12年）10月30日 - 男子師範が西彼杵郡西浦上村 （現在地、長崎市文教町） に校舎を新築し、移転。
- 1941年（昭和16年）4月1日 - 国民学校令に伴い、附属小学校を「附属国民学校」と改称。
  - 男子師範の代用附属国民学校は「長崎市西浦上国民学校」。
  - 女子師範の代用附属国民学校は「大村町大村国民学校」。

県立から官立（国立）への移管
- 1943年（昭和18年）4月1日 - 師範教育令の改正により、長崎県師範学校と長崎県女子師範学校が統合され、官立（国立）「長崎師範学校」が設置される。
  - 男子部の校地は長崎市西浦上に設置（移管前と変更なし）。長崎市西浦上国民学校の附属国民学校代用を終了し、「長崎師範学校男子部附属国民学校」を設置。
  - 女子部の校地は大村市下久原に設置（移管前と変更なし）。大村市第一国民学校の附属国民学校代用を終了し、「長崎師範学校女子部附属国民学校」を設置。
- 1945年（昭和20年）
  - 8月9日 - 長崎市への原爆投下により、西浦上の男子師範が大きな被害を受け、当地での授業再開が困難となる。
  - 10月 - 師範学校の本部を大村の女子部に移し、男子部も大村に移転。
- 1947年（昭和22年）4月 - 学制改革（六・三制の実施）により、附属国民学校初等科を附属小学校に、高等科（2年制）を附属中学校（新制中学校）に改組。
  - 男子部 - 「長崎師範学校男子部附属小学校」・「長崎師範学校男子部附属中学校」
  - 女子部 - 「長崎師範学校女子部附属小学校」・「長崎師範学校女子部附属中学校」

国立大学 教育学部 附属小学校
- 1949年（昭和24年）7月31日 - 新制大学長崎大学が発足。長崎師範学校は学芸学部の母体として長崎大学に包括される。
  - 男子部 - 「長崎大学長崎師範学校第一附属小学校」に改称。
  - 女子部 - 「長崎大学長崎師範学校第二附属小学校」に改称。
- 1950年（昭和25年）4月1日 - 長崎師範学校の廃止を1年後に控え、校名を改称。
  - 男子部 -「長崎大学学芸学部第一附属小学校」に改称。
  - 女子部 -「長崎大学学芸学部第二附属小学校」と改称。
- 1951年（昭和26年）4月1日 - 長崎師範学校（男子部・女子部）の廃止に伴い、第一附属小学校と第二附属小学校を統合し、「長崎大学学芸学部附属小学校」と改称。
- 1952年（昭和27年）6月10日 - 大村市下久原に移転を完了し、附属中学校と同居。
- 1954年（昭和29年）
  - 3月31日 - 長崎大学学芸学部の長崎市移転に伴い、大村の附属小学校は閉校となる。児童は大村市立大村小学校に収容される。
  - 4月12日 - 長崎市大橋町（現・文教町）に移転し、附属中学校と同居する。
- 1955年（昭和30年）4月8日 - 昭和町の長崎市立西浦上小学校跡（現在地）に移転し、附属中学校と同居。
- 1966年（昭和41年）4月1日 - 学部名改称に伴い、「長崎大学教育学部附属小学校」（現校名）となる。特殊学級を設置。
- 1971年（昭和46年）3月31日 - 特殊学級が廃止される。同年4月1日に長崎大学教育学部附属養護学校が開校。
- 2004年（平成16年）4月1日 - 国立大学法人化。1・2年の複式学級を導入。
- 2005年（平成17年）4月1日 - 3・4年の複式学級を導入。
- 2006年（平成18年）4月1日 - 5・6年の複式学級を導入。

## 交通アクセス
最寄りの鉄道駅
- JR九州長崎本線 西浦上駅から徒歩約15分
- 長崎電気軌道 昭和町通り電停から徒歩約10分

最寄りのバス停
- 昭和町バス停[7]から徒歩約5分
  - 長崎バス - 長崎駅・浦上駅方面から9番のバスに乗車。
  - 県営バス - 長崎駅・浦上駅方面から「サニータウン」、「女の都（めのと）団地」行きのバスに乗車。
- 「附属小学校前」バス停からすぐ。
  - 長崎バス - 長崎駅・浦上駅方面から1番の「長与ニュータウン」、「緑ヶ丘団地」、「女の都団地」、「恵の丘」、「三川町」、「西山台団地」行きのバスに乗車。

最寄りの道路
- 長崎県道113号長与大橋町線 - 昭和町通り（長崎県道113号長与大橋町線と国道206号を結ぶ道路）
- E96 長崎バイパス

## 周辺
- 浦上川
- 長崎大学文教キャンパス（本部・教育学部・工学部・水産学部・薬学部・環境科学部・多文化社会学部）
  - 長崎大学教育学部附属中学校
  - 長崎大学教育学部附属小学校
- 文教郵便局
- 長崎市立西浦上小学校
- 長崎市立西浦上中学校
- 十八親和銀行昭和町支店
- 三菱造船試験場
- 三菱昭和寮
- チトセピア

## 著名な出身者
- 川下大洋（俳優）
- 柴田亜美（漫画家）
- 永瀬貴規（柔道家）
- 西岡秀子 （衆議院議員）
- 槇田久生（元日本鋼管社長）
- 森本智子（実業家、フリーアナウンサー、元テレビ東京アナウンサー）

## 参考資料
- 市制百年 長崎年表（長崎市役所、1989年（平成元年）4月1日）